# فيراري إس إف 15-تي
فيراري إس إف 15-تي (بالإنجليزية: Ferrari SF15-T)‏ هي سيارة سباق فورمولا 1 في فريق فيراري للمشاركة في بطولة العالم لسباقات الفورمولا واحد موسم 2015.

## نتائج الفورمولا 1
(قالب:مفتاح اللون لجدول نتائج فورمولا 1) (النتائج الغليظه تشير للمركز الأول. النتائج  المائل  تشير لأسرع لفة)
| السنة | المتسابق    | المحرك | الإطارات | السائقين      | سباق الجائزة الكبرى | سباق الجائزة الكبرى | سباق الجائزة الكبرى | سباق الجائزة الكبرى | سباق الجائزة الكبرى | سباق الجائزة الكبرى | سباق الجائزة الكبرى | سباق الجائزة الكبرى | سباق الجائزة الكبرى | سباق الجائزة الكبرى | سباق الجائزة الكبرى | سباق الجائزة الكبرى | سباق الجائزة الكبرى | سباق الجائزة الكبرى | سباق الجائزة الكبرى | سباق الجائزة الكبرى | سباق الجائزة الكبرى | سباق الجائزة الكبرى | سباق الجائزة الكبرى | النقاط | WCC  |
| السنة | المتسابق    | المحرك | الإطارات | السائقين      | أستراليا            | ماليزيا             | الصين               | البحرين             | إسبانيا             | موناكو              | كندا                | النمسا              | بريطانيا            | المجر               | بلجيكا              | إيطاليا             | سنغافورة            | اليابان             | روسيا               | الولايات المتحدة    | المكسيك             | البرازيل            | أبوظبي              | النقاط | WCC  |
| ----- | ----------- | ------ | -------- | ------------- | ------------------- | ------------------- | ------------------- | ------------------- | ------------------- | ------------------- | ------------------- | ------------------- | ------------------- | ------------------- | ------------------- | ------------------- | ------------------- | ------------------- | ------------------- | ------------------- | ------------------- | ------------------- | ------------------- | ------ | ---- |
| 2015  | فريق فيراري | فيراري | P        | سباستيان فيتل | 3                   | 1                   | 3                   | 5                   | 3                   | 2                   | 5                   | 4                   | 3                   | 1                   | 12†                 | 2                   | 1                   | 3                   | 2                   | 3                   | Ret                 | 3                   |                     | 401*   | 2nd* |
| 2015  | فريق فيراري | فيراري | P        | كيمي رايكونن  | Ret                 | 4                   | 4                   | 2                   | 5                   | 6                   | 4                   | Ret                 | 8                   | Ret                 | 7                   | 5                   | 3                   | 4                   | 8                   | Ret                 | Ret                 | 4                   |                     | 401*   | 2nd* |

† السائق فشل في انهاء السباق، ولكن تم تصنيفها على أنها كانت قد أنجزت أكثر من 90٪ من مسافة السباق.